# La révolution surréaliste

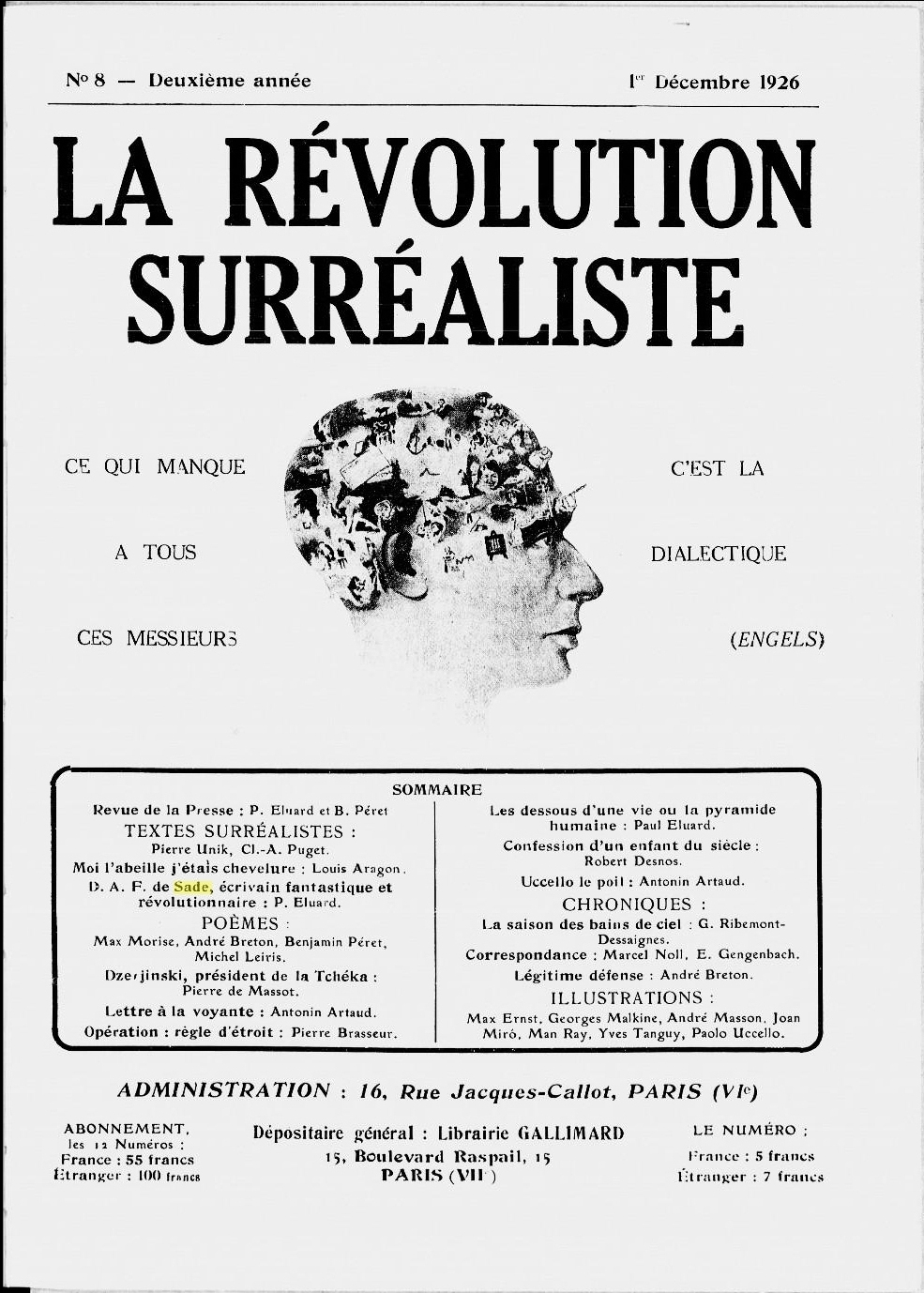
La Révolution surrealiste, aprile 1926

La Révolution surrealiste è una rivista fondata nel 1924 da André Breton, Louis Aragon, Pierre Naville e Benjamin Péret. Per cinque anni è stata il punto d'incontro in cui si sono sviluppati i grandi temi del surrealismo.
La rivista presentava fitte colonne di testo ma anche riproduzioni di opere d'arte, per esempio di Giorgio de Chirico, Max Ernst, André Masson and Man Ray.
Nei primi numeri erano presenti i racconti dei sogni di Breton, Raymond Queneau e Michel Leiris.
Pierre Naville e Benjamin Péret furono i primi direttori. La rivista era provocatoria e rivoluzionaria. Tra gli articoli usciti sui dodici numeri pubblicati si trovano: Paul Éluard che celebra l'opera del Marchese de Sade, la Lettera al Papa di Antonin Artaud e il noto gioco surrealista dei Cadaveri eccellenti.
L'ultimo numero è pubblicato nel dicembre del 1929 e contiene il Secondo Manifesto del surrealismo di Breton.

## Risorse
Le varie annate della rivista consultabili online